# Tony Piaceri
Tony Piaceri, pseudonimo di Salvatore Porcu (Capoterra, 3 settembre 1930 – Capoterra, 24 agosto 2014), è stato un musicista, cantante e compositore italiano, attivo dagli anni '50 agli anni '80.
È considerato uno dei pionieri del genere pop folk sardo nel secondo dopoguerra. 

## Biografia
Fin da giovane si appassionò alla poesia e al canto, con un particolare interesse per l'improvvisazione poetica e canora chiamata Is Cantadoris de Muttetu. Dopo aver eseguito questo stile tradizionale, capì l'importanza di tramandarlo come patrimonio culturale sardo.

All'età di 18 anni si arruolò nelle forze armate, conseguendo un brevetto di specializzazione meccanica. Durante il servizio, organizzò eventi canori grazie alla sua passione per la musica, utilizzando il teatro della caserma. Nonostante i problemi di salute che lo portarono a congedarsi, continuò a coltivare la sua passione per la musica e la poesia.

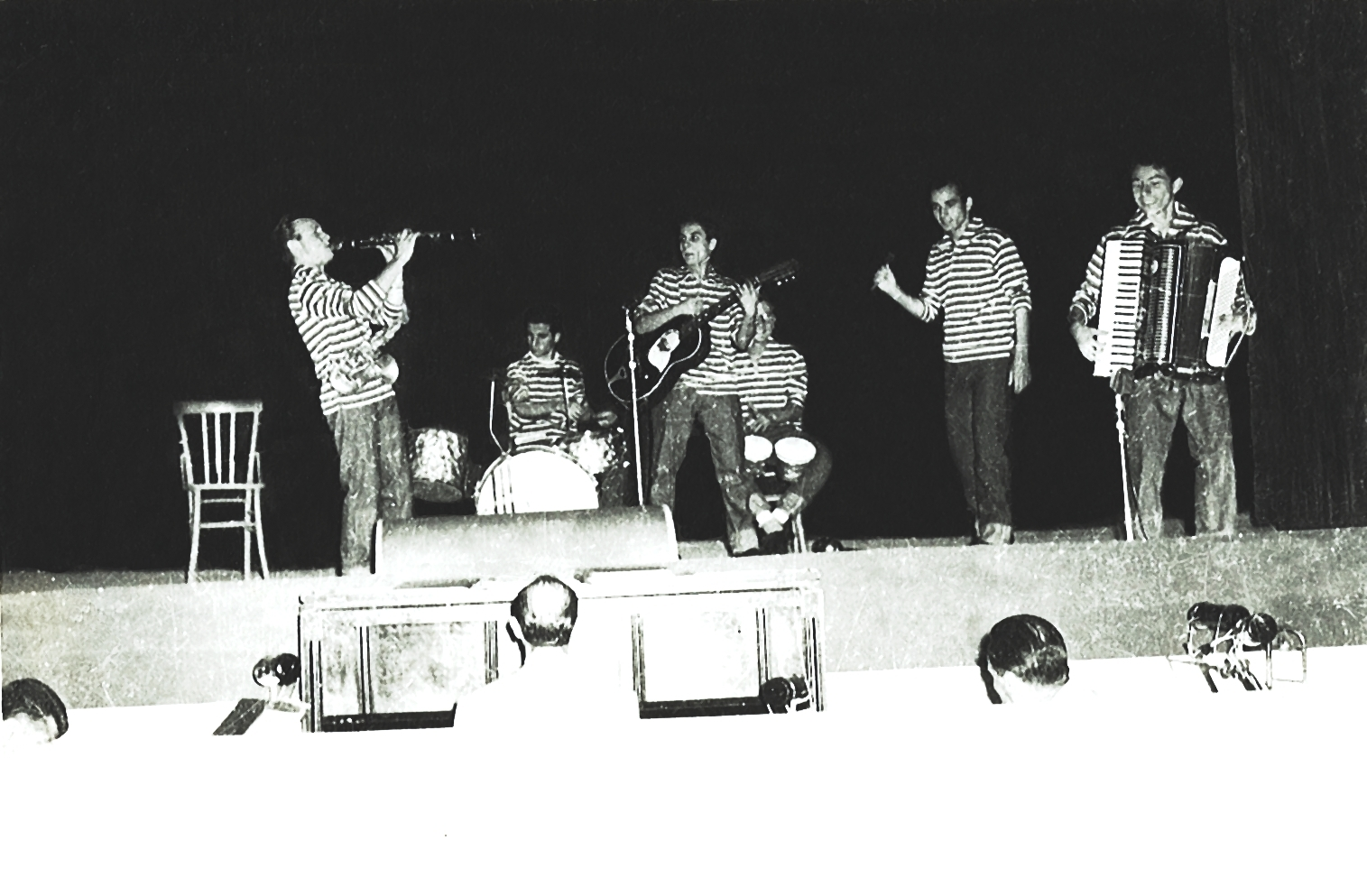
Tony Piaceri agli esordi con i Volponi

## Carriera

### Il debutto dal vivo fuori dalla Sardegna
Nel 1955, a Napoli, vinse un concorso canoro per voci nuove presentato da Corrado Mantoni e Franca Marzi.
In seguito debuttò al Salone Margherita di Napoli con il nome d’arte Tony Sardo. Questa esibizione gli permise di ricevere le prime offerte da parte di case discografiche e organizzazioni di manifestazioni canore.
In queste occasioni conobbe varie personalità dello spettacolo fra i compositori Franco Acampora, Gorni Kramer, Ennio Morricone, i direttori d’orchestra Giuseppe Anepeta, Berto Pisano e Franco Pisano, direttori artistici, musicisti e cantanti come Claudio Villa, Achille Togliani, Teddy Reno, Gino Latilla e Roberto Murolo.

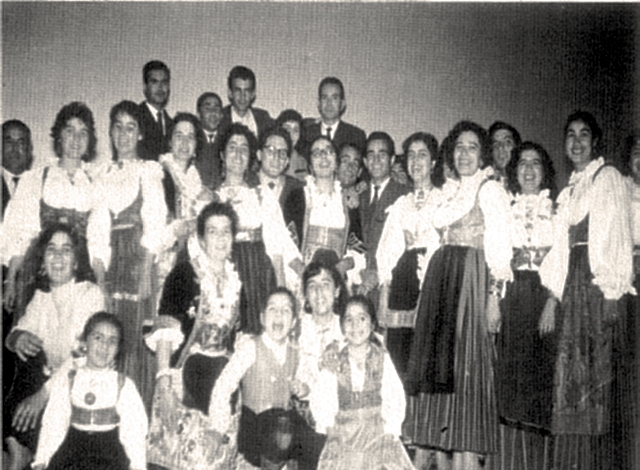
Tony Piaceri ospite di RAI Sardegna nel 1957

Nel 1957 venne richiamato in Sardegna per partecipare a una serie di spettacoli per l'inaugurazione delle prime trasmissioni televisive della RAI a diffusione regionale trasmesse dal Cinema Aurora del suo paese natio Capoterra.

### La passione per il folklore sardo
A Capoterra, a metà degli anni '50, contribuì a formare il primo gruppo di ballo folkloristico con il nome di Santa Barbara. In quel periodo, tantissimi giovani del paese si avvicinarono entusiasti al ballo sardo grazie al quale nacquero i primi corsi. Nel contempo si esibiva in varie feste paesane, sagre, manifestazioni e spettacoli, non solo a Capoterra ma anche in altre località dell'isola.
In quel periodo iniziarono le prime trasmissioni RAI in Sardegna; nel 1957 Tony Piaceri fu uno dei primi ospiti in Sardegna a partecipare alle trasmissioni radiofoniche in lingua sarda.

### I Volponi

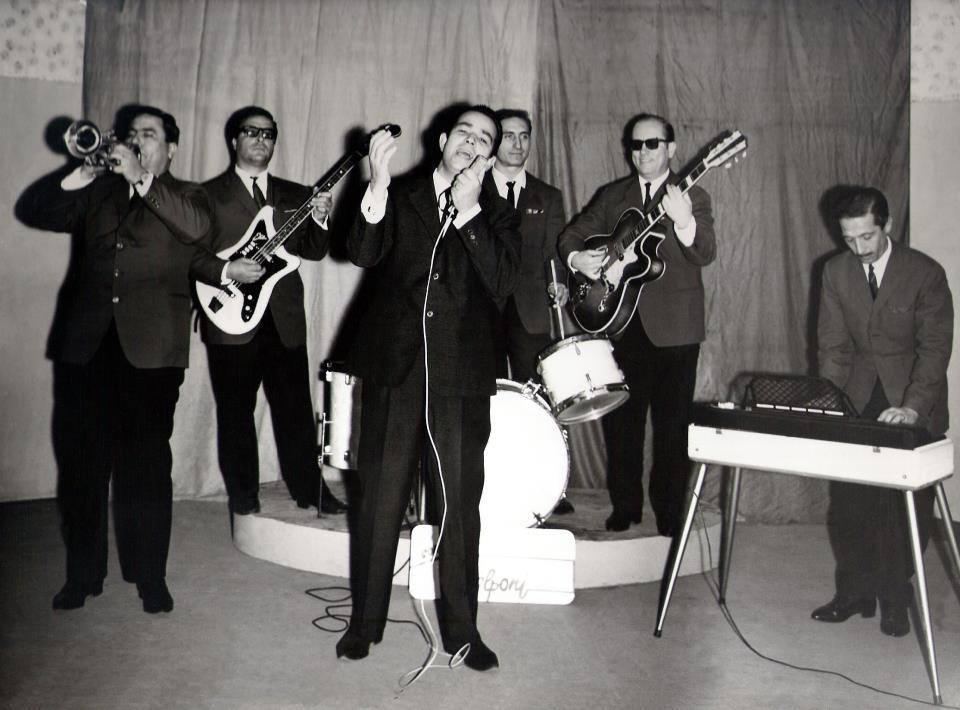
Tony Piaceri e la sua Band "I Volponi"

In tutte queste manifestazioni, Tony Piaceri veniva accompagnato dal suo gruppo musicale I Volponi, composto da cinque suoi amici musicisti: Nanni Serra, Raimondo Casti, Gianni Pilia, Emilio Bianchi, Giampaolo Pagliero.
Il 13 giugno 1963 a Napoli, Tony Piaceri canta insieme ad artisti famosi del panorama italiano tra cui Mario Merola, Nunzio Gallo, Mario Abbate, Mario Trevi, Eduardo de Crescenzo, in occasione dei solenni festeggiamenti in onore di Sant'Antonio di Padova.

### Il trio Tony Piaceri, Francesco Sanna, Rossano Puddu
Negli anni '70 nasce la collaborazione con i musicisti di Capoterra, il fisarmonicista Rossano Puddu ed il chitarrista Nanni Serra, con i quali Tony Piaceri pubblica con l'etichetta TIRSU un LP 33 giri dal titolo Tony Piaceri Vol. 2.

### Il successo con Partu Sordau
"Partu Sordau" è il titolo del 45 giri proveniente dall'omonimo 33 giri registrato con il complesso di Lino Girau e pubblicato nel 1963 con la casa discografica RCA italiana, noto come il singolo più conosciuto del cantante. All'interno dello stesso 45 giri è inoltre presente il brano Muttettos de Amore.
Successivamente all'uscita del 45 giri, Tony Piaceri incise un Long playing, con la casa discografica Tirsu, con particolare rilievo alla tradizione sarda. Partu Sordau è un album che esplora diverse sonorità e generi musicali, dallo swing al pop-folk isolano come in Canta Pasquali, senza tralasciare la presenza di testi e musiche tradizionali sarde in chiave ironica note in Sardegna conosciute come Is Canzonis a divertimenu (Le canzoni divertenti) come in Su Bistiri e Divertimentu in dommu de Anita. Oltre a questo è anche un album che mette il risalto lo stile poetico dell'artista come in Noemi, influenzato dall'esperienza di cantante nella città di Napoli. Nel disco sono inseriti brani interpretati in lingua logudorese e campidanese, come Muttettos de Amore, Pizzinna Pizzinna, Foresta Burgos.

### Il successo discografico oltre la Sardegna
Successivamente, in collaborazione con i musicisti Alfonso e Gianni Mazzuca, nel 1963 incide un LP dal titolo I Miserabili, libero adattamento dal romanzo di Victor Hugo, che ottenne un buon successo sia in Italia che all'estero.
Sempre per la RCA, negli anni successivi, incide cinque brani corali in italiano, come O dell'arco pietosa regina, in napoletano e in calabrese dal titolo: il Santo Glorioso, San Francesco da Paola, La Madonna di Montevergine, Mira il tuo popolo bella signora, tutti diretti dal maestro Teo Usuelli con l'orchestra della RCA Italiana e con il coro di Nora Orlandi.
Contribuì anche alla colonna sonora del film Una storia moderna - L'ape regina, avente come protagonisti Ugo Tognazzi e Marina Vlady, che, presentato al 16º Festival di Cannes, ricevette il nastro d'argento.

### Il festival di Napoli
Fu in quel periodo che il nome d’arte Tony Sardo venne sostituito con Tony Piaceri. Nello stesso anno il suo direttore artistico, Enrico Micucci, lo chiamò a Roma per invitarlo a partecipare al Festival di Napoli con un brano edito dalla RCA Italiana in lingua napoletana.

### L'amore per la musica sarda
In seguito, la stessa RCA Italiana gli propose di incidere altri brani da lui scritti e composti, accompagnato dal complesso dei Volponi, per decantare, attraverso i testi, la bellezza della sua isola. Tra i più significativi, il 45 giri contenente i due singoli coro dei pastori di Burgos, e Trallallera.
Così, stimolato dall'evento, continuò nella sua opera scrivendo e componendo dei brani contenuti in una serie album incisi con la casa discografica di Decimomannu Tirsu, tra i quali si ricordano i Vol.2 e Vol.3 di Tony Piaceri.
Sole nuraghi e vernaccia è il titolo di un progetto musicale interamente scritto ed ideato da Tony Piaceri, accompagnato dal complesso dei Volponi, nel quale vede come interprete principale la cantante cagliaritana, Adriana Barri, voce femminile presente anche in alcuni brani dell'album, Partu Sordau.
Nel maggio del 1964 si esibì con il suo quartetto a Cagliari, nella Sagra in onore di Sant'Efisio. Nel 1969 tornò definitivamente in Sardegna. Nel 1972 fui inviato, per lavoro, al poligono interforze di Perdasdefogu ma, negli anni successivi, fu trasferito presso il Comando Aeronautica Militare 30º Stormo di Cagliari Elmas, anni durante i quali, scrisse i testi e la musica di altri album.

### Il ritiro definitivo dalla scena musicale

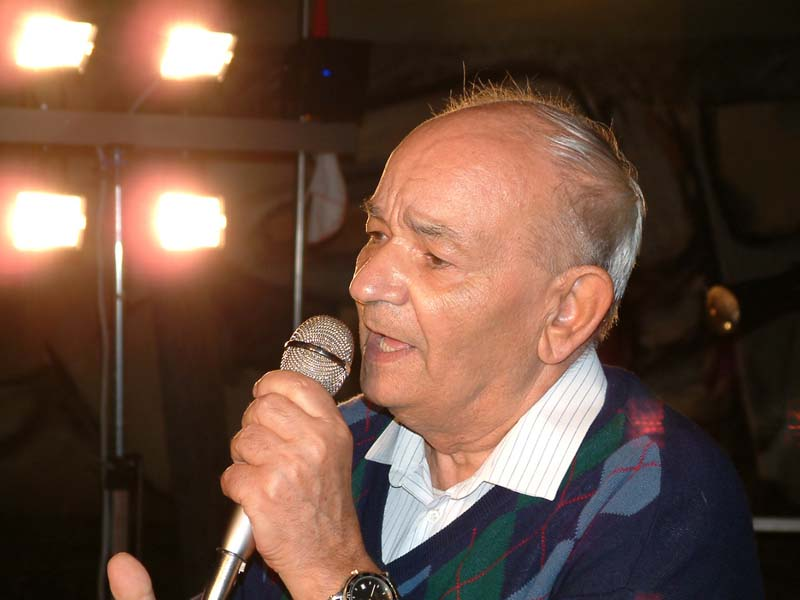
2003 - Ultima esibizione in pubblico di Tony Piaceri in occasione della manifestazione "Artisti Locali alla Ribalta" Tributo a Tony Piaceri 50 anni di Musica, organizzata dalla Proloco di Capoterra

Nel 1986 ad un anno dall'uscita dei dischi Sua Santità Giovanni Paolo II e Suor Maria Gabriella Sagheddu di Dorgali, e a seguito di alcuni problemi di salute, Tony Piaceri decise di chiudere definitivamente la sua carriera artistico-musicale per dedicarsi completamente alla famiglia.

### La scomparsa
Salvatore Porcu si spegne improvvisamente nella sua casa di Capoterra il 24 agosto 2014, all'età di 84 anni. La sua salma riposa nel cimitero comunale di Capoterra.

## Vita privata
Tony Piaceri era sposato con Rollini Maria Rosaria, conosciuta in occasione di un viaggio a Napoli, dalla quale ha avuto quattro figli: Loredana, Giuseppe, Monica, Fabio.

## La passione per imuttettue le poesie
Nell'anno 2005, abbandonato completamente il canto, Tony Piaceri decide di riprendere l'attività di composizione di muttettu e poesie. Da qui in poi iniziò a scrivere di suo pugno versi poetici, utilizzando le metriche dell'ottava de su mutettu, dei sonetti e delle quartine.
Da ricordare la partecipazione come ospite alla prima edizione del premio letterario Città di Capoterra, Tziu Boicu Pianu e Tziu Firei Lai per il quale arrivarono partecipanti da tutta la Sardegna.

## Riconoscimenti alla carriera
Il 28 aprile 1997, in occasione della festa Sa die de sa Sardigna, venne premiato nella sala consiliare del Comune di Capoterra dall'amministrazione comunale. 
Nel 2003 la Pro loco di Capoterra organizzò una serata in suo onore. Tony Piaceri si esibì con le sue canzoni, alla presenza di tanti suoi concittadini ed estimatori, e l’allora Pro loco lo onorò del Tributo all'artista, autore e compositore.
Nel 2006, in occasione della giornata dedicata allo spettacolo e alla musica, l’amministrazione comunale di Capoterra gli conferì un riconoscimento e un ringraziamento speciale per l’impegno svolto nel corso della sua vita in campo artistico e musicale, impegno che ha contribuito a dare ampia rilevanza alla comunità e al nome di Capoterra in Italia e nel mondo.

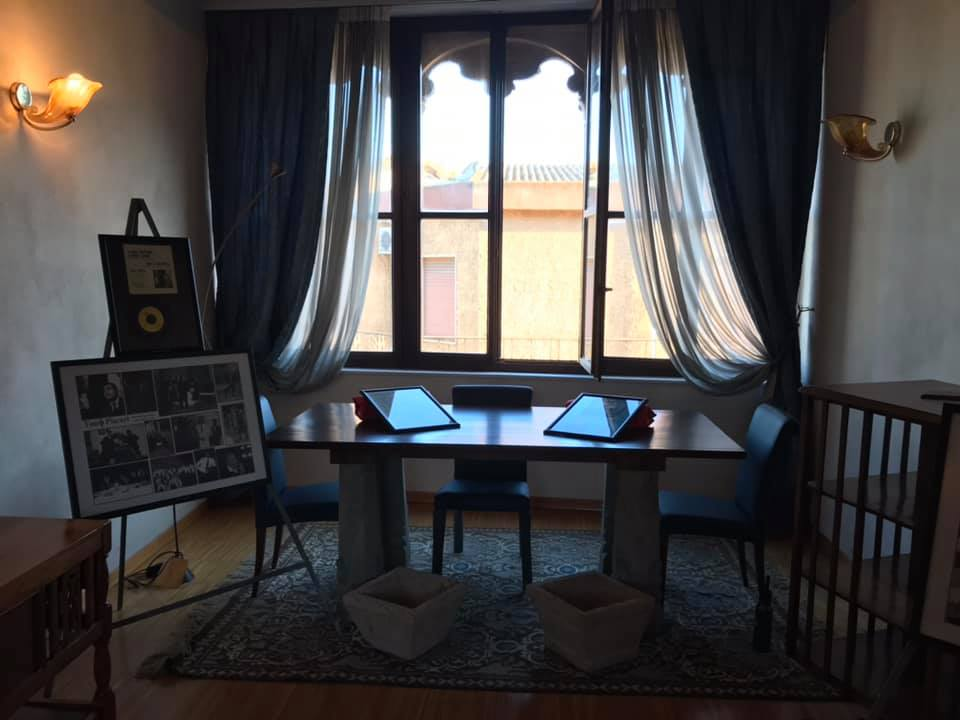
Capoterra, Lollas e Pratzas 2021, Casa Melis: alcuni cimeli di Tony Piaceri

Nel 2020 l'Amministrazione Comunale di Capoterra ha commissionato la realizzazione di un murale presso la Piazza Santa Croce. L'immagine è stata tratta dalla copertina dell'album di Tony Piaceri VOL. II.
Il 10 luglio 2021, in occasione della manifestazione Lollas e Pratzas Antigas,  manifestazione organizzata dall'Amministrazione Comunale di Capoterra insieme all'Associazione Enti Locali, presso la Casa Melis è stata allestita una mostra dedicata agli artisti di Capoterra denominata Catadoris de Caputerra; mostra all'interno della quale sono stati esposti diversi cimeli dell'artista tra i quali la sua autobiografia, la discografia in vinile, foto, ecc. Nella stessa occasione sono state realizzate due gigantografie ritraenti l'artista e la sua band I Volponi.

## Discografia[4]

### Singoli
- Adious Maria
- Anninnia anninnia
- Asculta amori
- Festa in campidanu
- Oppu
- Su tangu de Efisinedda
- Su testamentu
- Ziu GianniAntoni
- A Casteddu a si biri sa partira
- Sa prus bella rosa
- Discoteca
- Anninnia
- Graziella
- Lecca lecca
- S'americanu in Sardegna
- Bella stimmara
- Carburan petrogliu
- Consolla
- Trallalaralla
- Canta Pasquali
- Divertimentu in dommu de anita (Parte 1)
- Divertimentu in dommu de anita (Parte 2)
- Foresta de Burgos
- Muttettos de Amore
- Noemi
- Partu sordau
- Pizzinna pizzinna
- Sa sposina
- Su bistiri parte I
- Su bistiri parte II
- Trallallera
- Su barralliccu
- I Miserabili
- Evviva Giovanni Paolo II
- Madonna di Bonaria
- Ave Suor Maria Gabriella
- Mira il tuo popolo
- A Maria Santissima di Montevergine
- A S. Francesco di Paola
- O dell'arco pietosa Regina
- Al Santo Glorioso
- Amori gioia e dolori con Adriana Barri
- Cagliari la mia città con Adriana Barri
- S'itinerario con Adriana Barri
- Sa famiglia scumbinada con Adriana Barri
- Sole nuraghi e vernaccia con Adriana Barri
- Su tangu de chichinu con Adriana Barri
- Tradimentu con Adriana Barri
- Su barraliccu interpretata da Sabrina

### Album
- I Miserabili di Victor Hugo
- Tony Piaceri Volume 2
- Tony Piaceri Volume 3
- A Suor Maria Gabriella Sagheddu di Dogali
- Evviva il Papa Giovanni Paolo II
- Sole Nuraghi e Vernaccia

### Raccolte
- A Sant'Arega Andeus
- Sardegna Antica e Nuova
- Cavalcata Sarda Ricordo della Sardegna